# Пальчикова Ірина Гаврилівна
Ірина Гаврилівна Пальчикова (при народженні Білецька, 22 березня, 1959) — українська гандболістка, олімпійська чемпіонка московської олімпіади у складі збірної СРСР з гандболу. На олімпійському турнірі провела 5 матчів, закинула 4 голи.
Двічі вигравала Спартакіаду народів СРСР — 1979 і 1983 року.

## Титули і досягнення
- Переможниця Олімпійських ігор (1): 1980
- Чемпіонка світу (1): 1982
- Срібна призерка чемпіонату світу (1): 1978
- Володарка Кубку європейських чемпіонів (4): 1976/77, 1978/79, 1980/81, 1982/8
- Чемпіонка СРСР (8)[2]